# Xabi Prieto
Xabier Prieto Argarate (baskijska wymowa: [ʃaβieɾ pɾieto aɾɣaɾate]; ur. 29 sierpnia 1983 w San Sebastián) – hiszpański piłkarz, który występował na pozycji prawego pomocnika. Przez całą karierę związany był z klubem Real Sociedad.

## Kariera klubowa
Karierę piłkarską Prieto rozpoczął w klubie Real Sociedad z miasta San Sebastián. W 2001 roku stał się członkiem rezerw Realu. W sezonie 2001/2002 grał w nich w rozgrywkach Segunda División B, ale spadł z nimi do Tercera División. W 2003 roku awansował do kadry pierwszego zespołu Realu. W Primera División zadebiutował 26 października 2003 w wygranym 1:0 domowym meczu z Osasuną Pampeluna. 23 maja 2004 w wyjazdowym spotkaniu z Realem Madryt (4:1) strzelił swoje pierwsze dwa gole w pierwszej lidze Hiszpanii. Na początku sezonu 2005/2006 wywalczył miejsce w podstawowym składzie Realu. Na koniec sezonu 2006/2007 spadł z Realem do Segunda División i na tym szczeblu rozgrywek grał przez kolejne trzy sezony. W 2010 roku Prieto z Realem powrócił do Primera División, po tym jak klub z San Sebastián wywalczył mistrzostwo Segunda División. 6 stycznia 2013 roku zdobył swojego pierwszego hat-tricka w seniorskiej karierze w meczu z Realem Madryt (4:3 dla Realu).
10 kwietnia 2018 roku ogłosił zakończenie kariery piłkarskiej po sezonie 2017/18.
| Sezon   | Klub            | Kraj      | Rozgrywki          | Mecze | Bramki |
| ------- | --------------- | --------- | ------------------ | ----- | ------ |
| 2001/02 | Real Sociedad B | Hiszpania | Segunda División B | ?     | ?      |
| 2002/03 | Real Sociedad B | Hiszpania | Tercera División   | ?     | ?      |
| 2003/04 | Real Sociedad   | Hiszpania | Primera División   | 11    | 2      |
| 2004/05 | Real Sociedad   | Hiszpania | Primera División   | 23    | 0      |
| 2005/06 | Real Sociedad   | Hiszpania | Primera División   | 38    | 9      |
| 2006/07 | Real Sociedad   | Hiszpania | Primera División   | 33    | 3      |
| 2007/08 | Real Sociedad   | Hiszpania | Segunda División   | 36    | 4      |
| 2008/09 | Real Sociedad   | Hiszpania | Segunda División   | 32    | 3      |
| 2009/10 | Real Sociedad   | Hiszpania | Segunda División   | 35    | 7      |
| 2010/11 | Real Sociedad   | Hiszpania | Primera División   | 37    | 7      |
| 2011/12 | Real Sociedad   | Hiszpania | Primera División   | 34    | 2      |
| 2012/13 | Real Sociedad   | Hiszpania | Primera División   | 35    | 9      |
| 2013/14 | Real Sociedad   | Hiszpania | Primera División   | 30    | 2      |
| 2014/15 | Real Sociedad   | Hiszpania | Primera División   | 34    | 4      |
| 2015/16 | Real Sociedad   | Hiszpania | Primera División   | 36    | 3      |
| 2016/17 | Real Sociedad   | Hiszpania | Primera División   | 38    | 8      |
| 2017/18 | Real Sociedad   | Hiszpania | Primera División   | 26    | 3      |

## Kariera reprezentacyjna
W latach 2004–2005 Prieto rozegrał 5 spotkań w reprezentacji Hiszpanii U-21.